# Komet Mrkos
Komet Mrkos  ali 124P/Mrkos  je komet, ki ga je 16. marca 1991 odkril češki astronom Antonin Mrkos na Observatoriju Klet na Češkem. Komet pripada Jupitrovi družini kometov

## Odkritje[2]
Antonin Mrkos je opazil hitro se gibajoče telo 17. marca 1991 na ploščah, ki so bile posnete 16. marca. Sam ni natančno vedel, kaj je na posnetku. Lahko bi bil asteroid ali komet. Ocenil je, da ima telo magnitudo okoli 15. 

## Lastnosti
Komet ima obhodno dobo okoli 5,75 let. Zadnjič je prešel prisončje  med 27. in 28. aprilom leta 2008. Takrat je imel magnitudo 14 .
Njegova oddaljenost od Sonca je bila 1,5 a.e. .

## Opazovanja
Komet so opazovali in posneli tudi na Observatoriju Črni Vrh .

Po odkritju so po svetu komet opazovali še pri prehodih prisončja v letu 1995, 2002 in 2008 .